# AFZ-Diplom

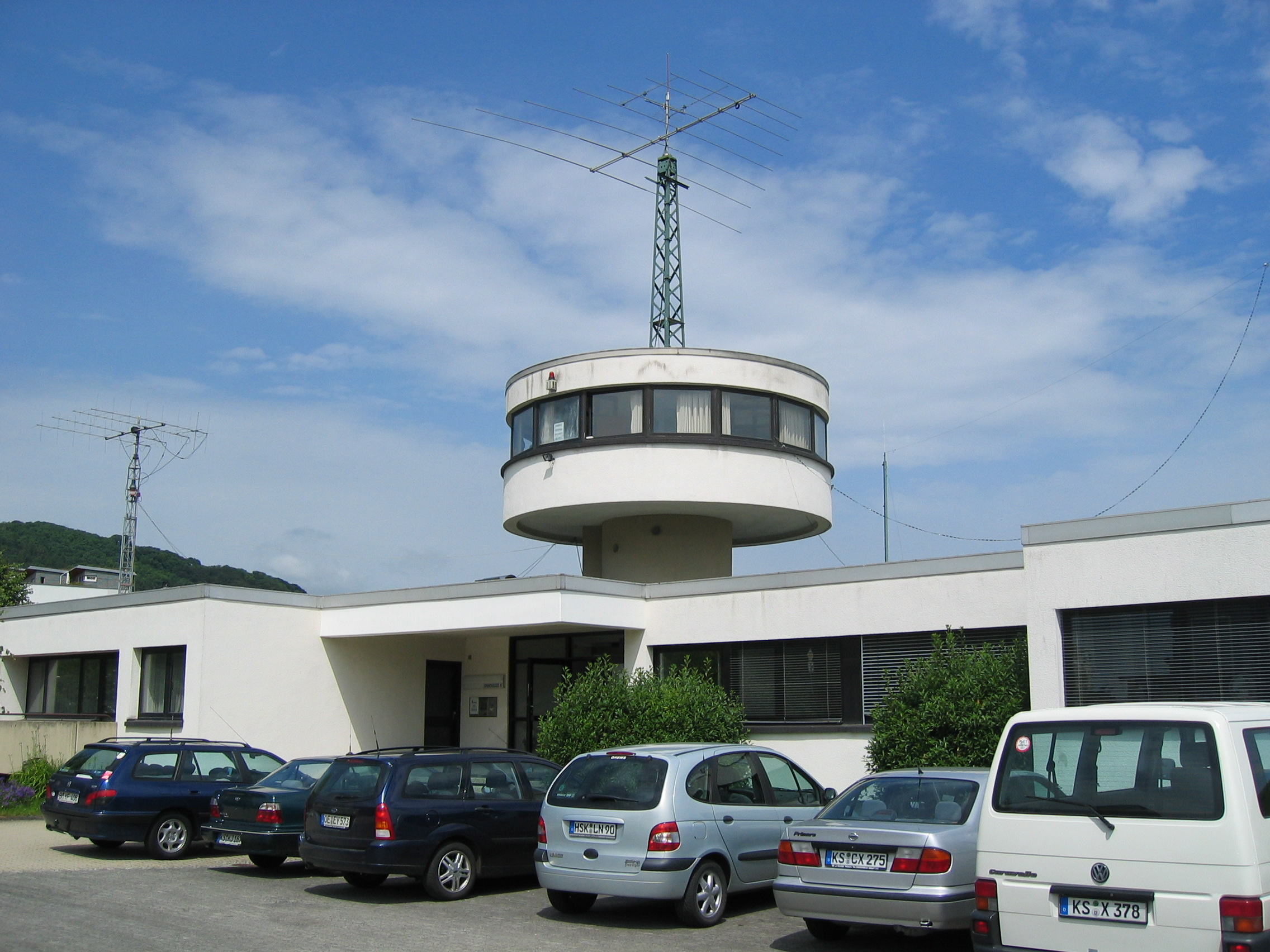
Das Amateurfunkzentrum (AFZ) des DARC mit dem antennenbestückten markanten Turm

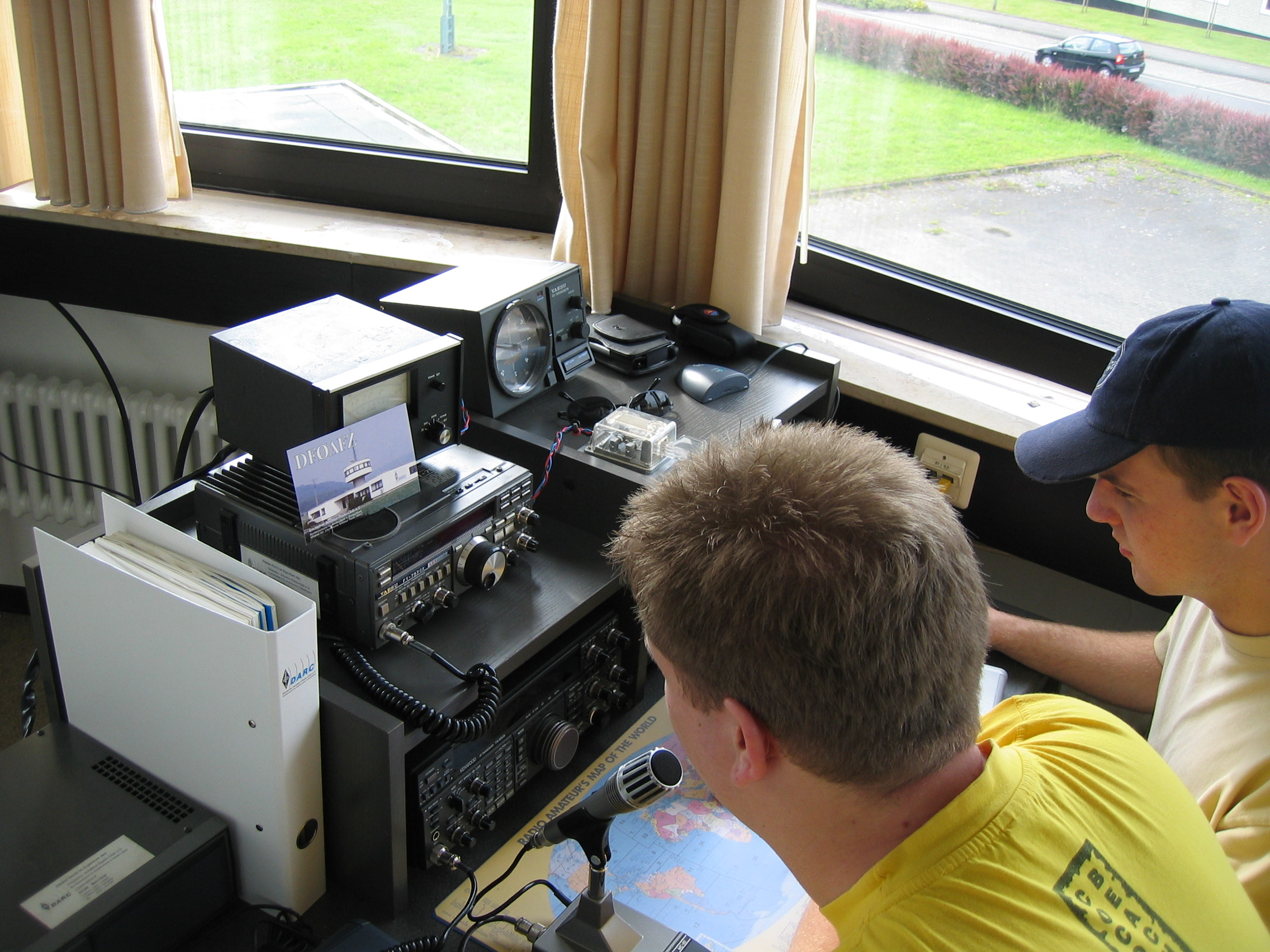
DARC-Funkstation im Turm

AFZ-Diplom, auch DARC-AFZ-Diplom, kurz AFZ, ist ein Amateurfunkdiplom, das von jedem lizenzierten Funkamateur und auch von Empfangsamateuren (SWL) erworben werden kann. Es wird vom Deutschen Amateur-Radio-Club (DARC), dem größten deutschen Amateurfunkverband, herausgegeben.
Die Abkürzung AFZ steht hier für das Amateurfunkzentrum des DARC mit Sitz im nordhessischen Baunatal.

## Regeln
Um das Diplom zu erlangen, muss zuerst eine zweiseitige Funkverbindung (QSO) mit einer der folgenden DARC-Sonderstationen im AFZ hergestellt („gearbeitet“) werden. Für SWLs genügt selbstverständlich eine einseitige Verbindung, das heißt, eine der AFZ-Sonderstationen muss „gehört“ werden:
- DAØRC, DBØAFZ, DBØHQ, DFØAFZ, DLØAFZ, DLØDL, DKØDX, DKØWAE oder DAØHQ.

Anschließend sind unter Benutzung von zwei verschiedenen Amateurfunkbändern dreißig Stationen in Deutschland mit unterschiedlichen Präfixen (Landeskennern) zu arbeiten (zu hören). Dazu zählen hier DLØ, DL1 und so weiter bis DL9, DJØ bis DJ9, DKØ bis DK9 und Rufzeichen beginnend mit DA, DB, DC, DD, DF, DG, DH, DM, DN, DO, DP, DQ oder DR.
Die erfolgreichen QSOs werden in der Regel durch QSL-Karten bestätigt und können so nachgewiesen werden. Beim AFZ-Diplom ist es auch möglich, sogenannte ADIF-Dateien (Amateur Data Interchange Format) über das DARC Community Logbook (DCL) einzureichen.